# Pulicaria dysenterica
L'Incensaria comune (nome scientifico Pulicaria dysenterica (L.) Bernh., 1800) è una specie di pianta angiosperma dicotiledone della famiglia delle Asteraceae (sottofamiglia Asteroideae, tribù Inuleae e sottotribù Inulinae).

## Etimologia
Il nome generico (Pulicaria) deriva dal latino “pulicarius” (= simile alle pulci) e si riferisce alle proprietà “anti-pulci” di alcune sostanze contenute nella pianta.L'epiteto specifico (dysenterica) fa riferimento ad un'altra proprietà medicamentosa contro la dissenteria.
Il binomio scientifico attualmente accettato (Pulicaria dysenterica) è stato proposto inizialmente da Carl von Linné (1707 – 1778) biologo e scrittore svedese e successivamente perfezionato dal medico tedesco e botanico Johann Jakob Bernhardi (1774-1850) nella pubblicazione ” Systematisches Verzeichnis der Pflanzen, welche in Gegend Erfurt gefunden werden um der” del 1800.

## Descrizione

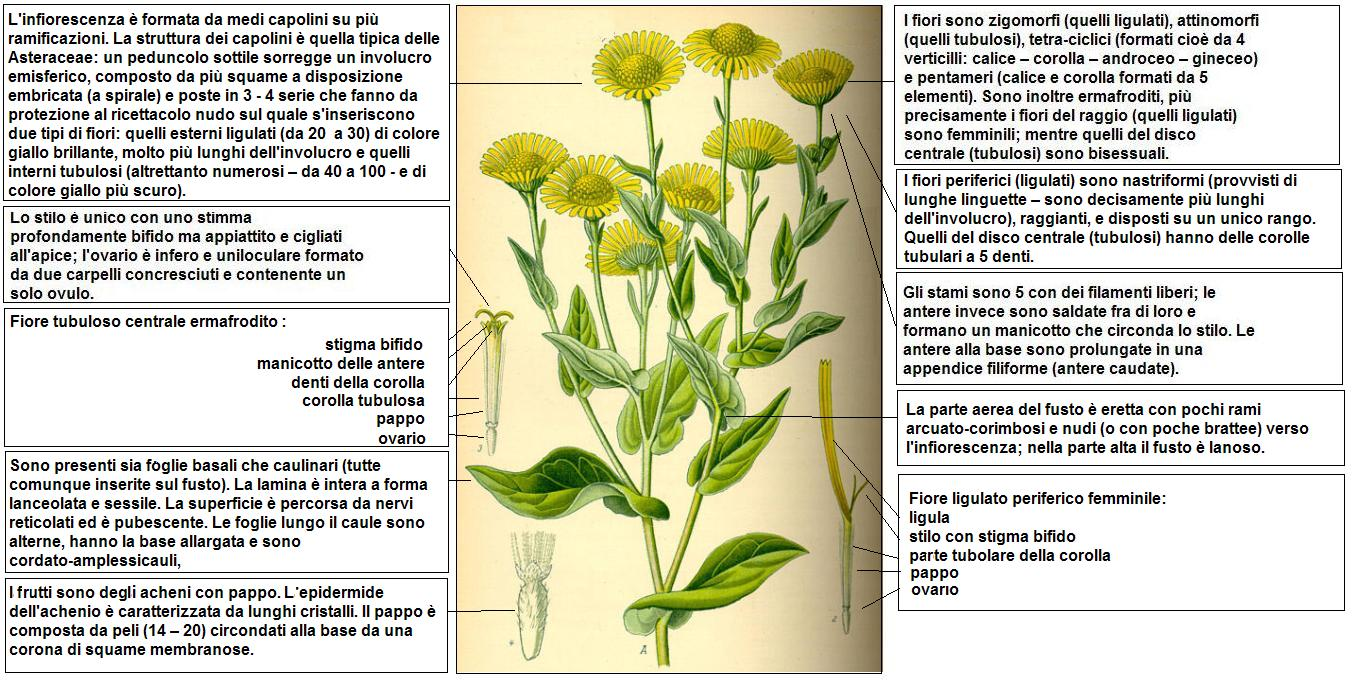
Descrizione delle parti della pianta

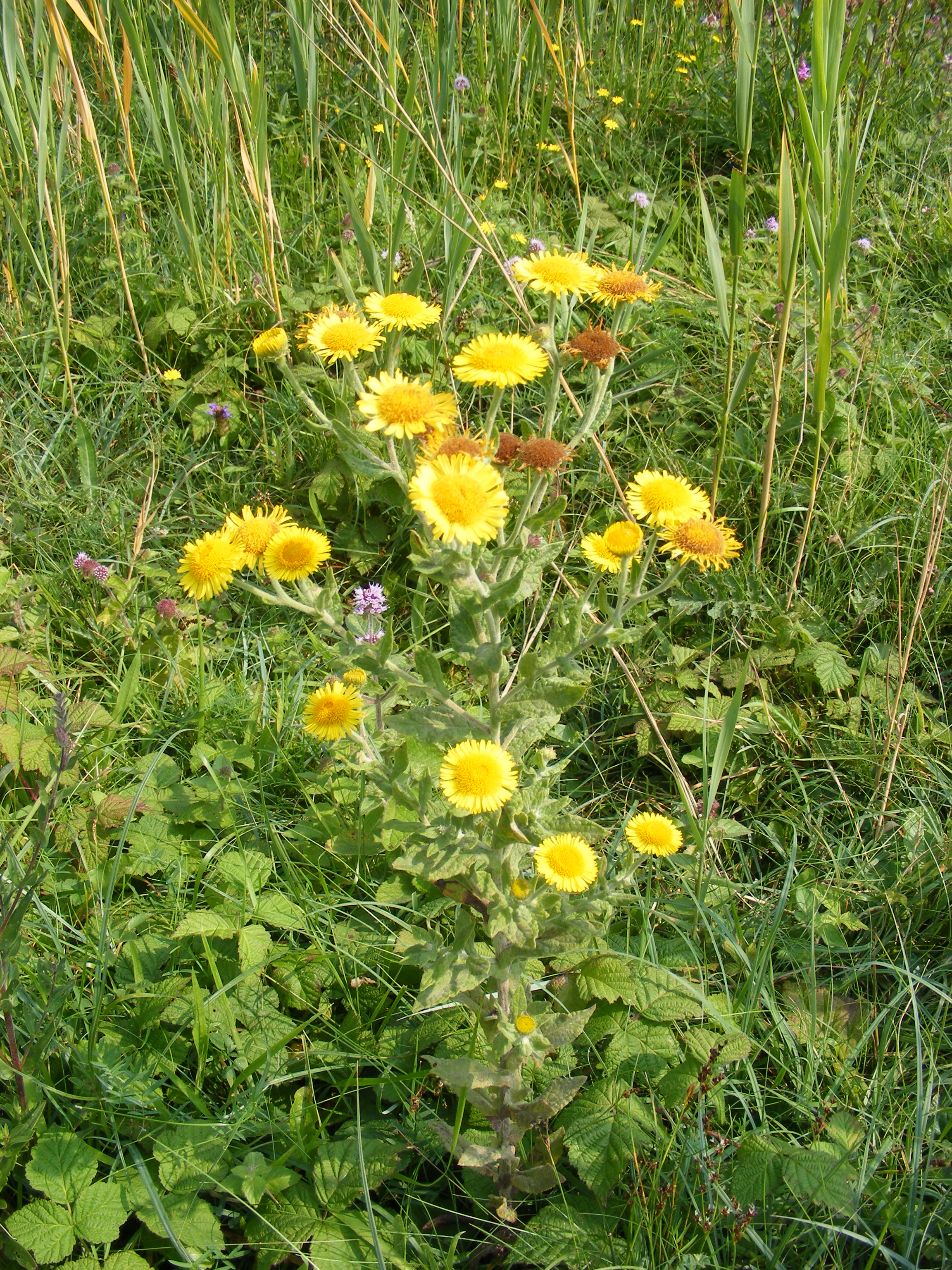
Il portamento

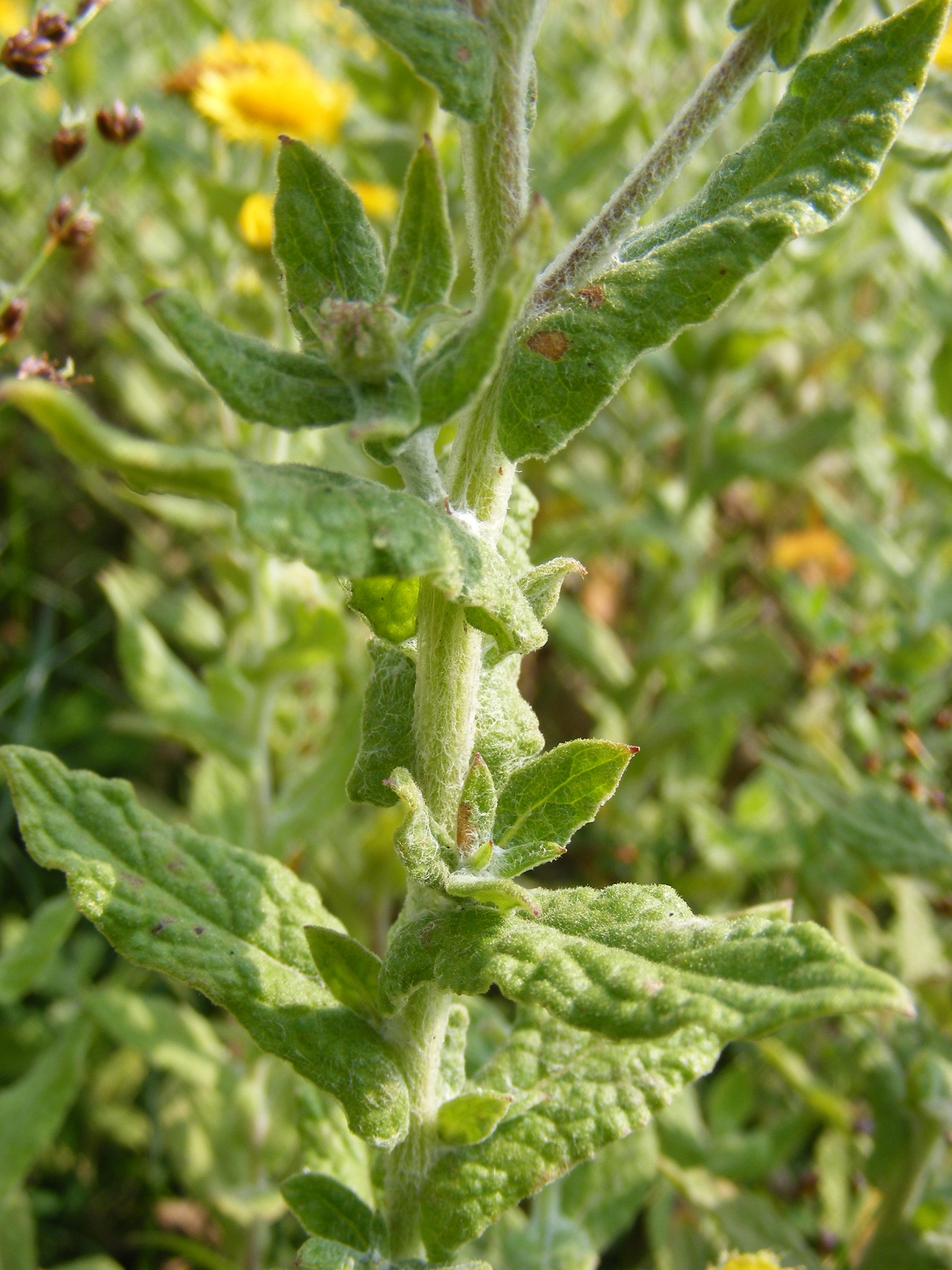
Le foglie

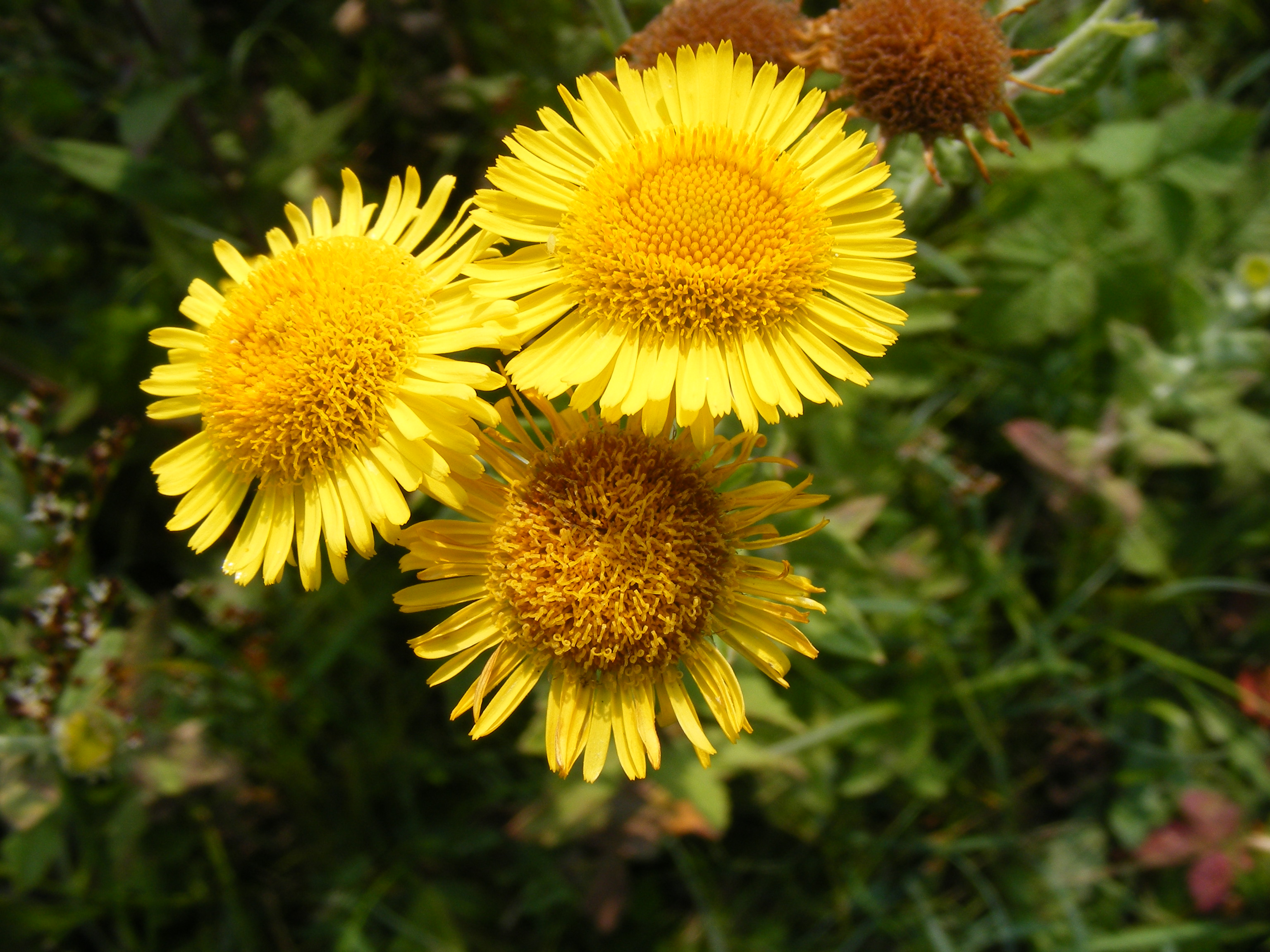
Infiorescenza

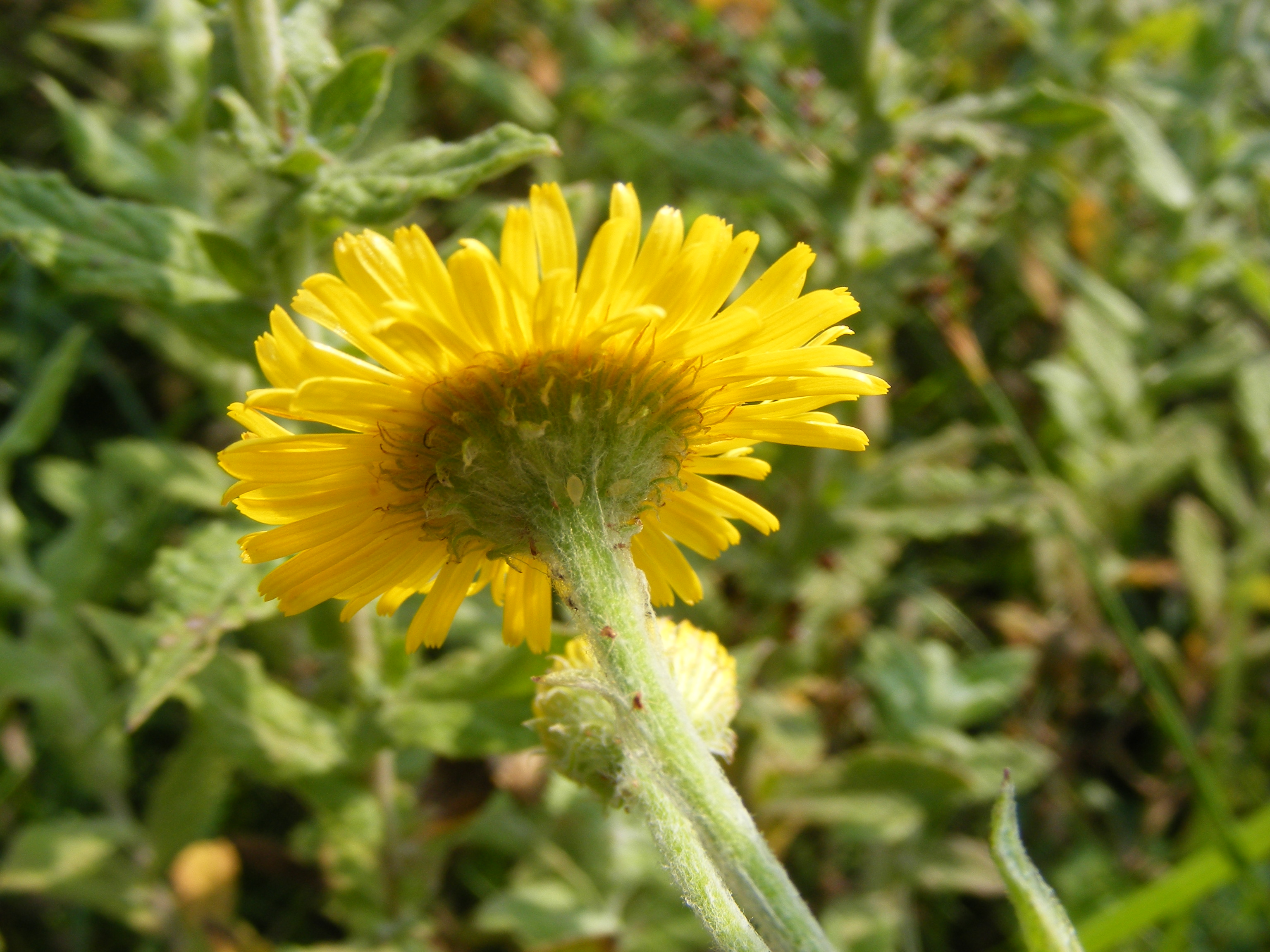
Involucro del capolino

Portamento. La specie di questo voce ha un portamento erbaceo perenne. La forma biologica della specie è emicriptofita scaposa (H scap); ossia sono piante perennanti con gemme poste al livello del suolo con fusto allungato e mediamente foglioso. Tutta la pianta si presenta con debole odore aromatico non molto gradevole e simile alla menta. Può essere considerata di tipo cespitosa in quanto diffondendo dalle radici forma densi ammassi di piante.
Radici. Le radici sono secondarie da rizoma.
Fusto. Altezza massima: 3-7 dm.
- Parte ipogea: la parte sotterranea consiste in un rizoma strisciante a portamento obliquo.
- Parte epigea: la parte aerea del fusto è eretta con pochi rami arcuato-corimbosi e nudi (o con poche brattee) verso l'infiorescenza; nella parte alta il fusto è lanoso.

Foglie. Sono presenti sia foglie basali che caulinari  (tutte comunque inserite sul fusto). La lamina è intera a forma lanceolata e sessile. La superficie è percorsa da nervi reticolati ed è pubescente.
- Foglie basali: le foglie basali sono secche alla fioritura.
- Foglie cauline: le foglie lungo il caule sono alterne, hanno la base allargata e sono cordato-amplessicauli. Dimensione delle foglie: larghezza 2 cm; lunghezza 5 cm.

Infiorescenza. Le infiorescenze sono formate da medi capolini sia solitari che in formazioni corimbose su sottili peduncoli fogliosi. I capolini sono di tipo radiato. I capolini sono formati da un involucro composto da brattee disposte in modo embricato al cui interno un ricettacolo fa da base ai fiori ligulati periferici o fiori del raggio e ai fiori tubulosi quelli centrali o del disco. L'involucro può essere emisferico, campanulato o a forma di coppa. Le brattee sono disposte generalmente su 3-4 righe; hanno consistenza erbacea o cartilaginea, ma senza margini ialini; gli stereomi non sono divisi. Il ricettacolo, minutamente alveolato, è sprovvisto (nudo) di pagliette a protezione della base dei fiori. Diametro dei capolini: 15 – 30 mm. Diametro dell'involucro: 6 mm.
Fiori.  I fiori sono tetra-ciclici (formati cioè da 4 verticilli: calice – corolla – androceo – gineceo) e pentameri (calice e corolla formati da 5 elementi). Si distinguono in:
- fiori del raggio (esterni): sono da 20 a 30 e sono femminili e sono disposti su una o più serie; la forma è ligulata (zigomorfa); possono essere assenti;
- fiori del disco (centrali): sono più numerosi (da 40 a 100) con forme brevemente tubulose (attinomorfe); sono ermafroditi o fertili.

- Formula fiorale:

*/x K {\displaystyle \infty }, [C (5), A (5)], G 2 (infero), achenio
- Calice: i sepali del calice sono ridotti ad una coroncina di squame.

- Corolla:

- fiori del raggio: i fiori periferici (ligulati) sono nastriformi (provvisti di lunghe linguette – sono decisamente più lunghi dell'involucro), raggianti, e disposti su un unico rango; il colore è giallo;
- fiori del disco: la forma è tubulare bruscamente divaricata in 4-5 brevi lobi; il colore è giallo scuro.

- Androceo: l'androceo è formato da 5 stami sorretti da filamenti generalmente liberi; gli stami sono connati e formano un manicotto circondante lo stilo; le teche (produttrici del polline) sono troncate e sono minutamente speronate. La base delle antere può essere lunga o corta con code ramificate. Il tessuto dell'endotecio è a forma radiata. Le cellule del collare dei filamenti sono piatte o di tipo mammelloso.

- Gineceo: il gineceo ha un ovario uniloculare infero formato da due carpelli.[5] Lo stilo è unico e con due stigmi nella parte apicale. Gli stigmi spesso sono provvisti di peli acuti che terminano sopra la biforcazione ma non la raggiungono. Le superfici stigmatiche confluiscono all'apice, mentre alla base sono separate in due distinte linee (lignee stigmatiche marginali[7]). Il polline è spinuloso.

- Antesi: da luglio a settembre/ottobre.

Frutti. I frutti sono degli acheni con pappo. L'epidermide dell'achenio è caratterizzata da lunghi cristalli. Il pappo è composto da peli (14 – 20) circondati alla base da una corona di squame membranose. Dimensione dell'achenio: 1,5 mm. Lunghezza dei peli: 4 mm.

## Biologia
Impollinazione: tramite insetti (impollinazione entomogama tramite farfalle diurne e notturne).

Riproduzione: la fecondazione avviene fondamentalmente tramite l'impollinazione dei fiori.

Dispersione: i semi cadono a terra e vengono dispersi soprattutto da insetti come formiche (disseminazione mirmecoria). Un altro tipo di dispersione è zoocoria: gli uncini delle brattee dell'involucro (se presenti) si agganciano ai peli degli animali di passaggio che portano così i semi anche su lunghe distanze. Inoltre per merito del pappo (se presente) il vento può trasportare i semi anche per alcuni chilometri (disseminazione anemocora).

## Distribuzione e habitat

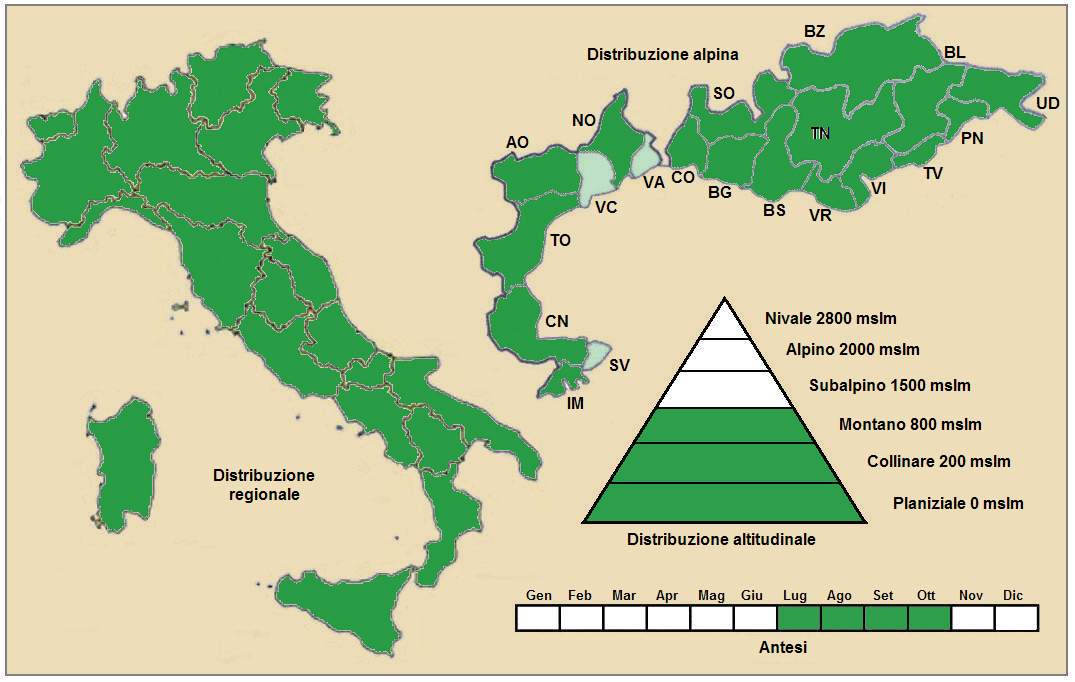
Distribuzione della pianta
(Distribuzione regionale – Distribuzione alpina)

Geoelemento: il tipo corologico (area di origine) è  Euri-Mediterraneo.

Distribuzione:è una pianta comune su tutto il territorio italiano comprese le Alpi. Si trova anche sui vari rilievi europei ad esclusione delle Alpi Dinariche. Fuori dall'Europa si trova nell'Africa del Nord e in Asia temperata.

Habitat:l'habitat tipico per questa specie sono i fanghi, i prati umidi, le paludi e i fossi; ma anche zone temporaneamente inondate, megaforbieti s.l. e popolamenti a felci. Il substrato preferito è sia calcareo che siliceo con pH neutro, medi valori nutrizionali del terreno che deve essere umido.

Distribuzione altitudinale: sui rilievi alpini queste piante si possono trovare fino a 1500 m s.l.m.; frequentano quindi i seguenti piani vegetazionali: collinare e montano (oltre a quello planiziale – a livello del mare).

## Fitosociologia
Areale alpino
Dal punto di vista fitosociologico alpino la specie di questa voce appartiene alla seguente comunità vegetale:
Formazione: delle comunità delle macro- e megaforbie terrestri
Classe: Molinio-Arrhenatheretea
Ordine: Potentillo-Polygonetalia
Areale italiano
Per l'areale completo italiano la specie di questa voce appartiene alla seguente comunità vegetale:
Macrotipologia: vegetazione erbacea sinantropica, ruderale e megaforbieti
Classe: Artemisietea vulgaris Lohmeyer, Preising & Tüxen ex Von Rochow, 1951
Ordine: Agropyretalia intermedii-repentis Oberdorfer, Müller & Görs in Müller & Görs, 1969
Alleanza: Inulo viscosae-Agropyrion repentis Biondi & Allegrezza, 1996
Descrizione. L'alleanza Inulo viscosae-Agropyrion repentis è relativa ad aree coltivate e dismesse a prevalenza di emicriptofite e fortemente invase da Inula viscosa con distribuzione relativa all’Italia centrale. L'alleanza è presente anche nelle praterie continue, meso-igrofile, su terreni argillosi (in particolare suoli marnoso-arenacei e argillosi dell’Appennino) e in climi temperati.
Specie presenti nell'associazione: Agrostis stolonifera, Aster linosyris, Blackstonia perfoliata, Centaurium erythraea, Elytrigia repens, Hedysarum coronarium, Inula viscosa, Daucus carota, Rumex crispus, Verbena officinalis, Pallenis spinosa, Pulicaria dysenterica, Scabiosa marittima, Reichardia picroides e Jacobaea erucifolia.
Altre alleanze e associazioni per questa specie sono:
- Dorycnio recti-Rumicion conglomerati
- Mentho longifoliae-Juncion inflexi
- Potentillion anserinae

## Sistematica
La famiglia di appartenenza di questa voce (Asteraceae o Compositae, nomen conservandum) probabilmente originaria del Sud America, è la più numerosa del mondo vegetale, comprende oltre 23.000 specie distribuite su 1.535 generi, oppure 22.750 specie e 1.530 generi secondo altre fonti (una delle checklist più aggiornata elenca fino a 1.679 generi). La famiglia attualmente (2021) è divisa in 16 sottofamiglie; la sottofamiglia Asteroideae è una di queste e rappresenta l'evoluzione più recente di tutta la famiglia.
Il basionimo per questa specie è Inula dysenterica L. (1753).

### Filogenesi
La tribù Inuleae (comprendente le Inulinae) è una delle 21 tribù della sottofamiglia Asteroideae). Da un punto di vista filogenetico, la tribù Inuleae, all'interno della sottofamiglia, fa parte del gruppo "Helianthodae". La sottotribù Inulinae è caratterizzata dalla particolare pubescenza dello stilo e dagli acheni con cristalli di ossalato di calcio. Il genere Pulicaria è caratterizzato da portamenti erbacei oppure arbustivi e ramosi, e dal tessuto endoteciale di tipo radiale delle antere.
I caratteri distintivi della specie  Pulicaria dysenterica sono:
- il portamento è erbaceo perenne;
- le ligule dei fiori periferici sono allungate e raggianti;
- i peli dell'achenio sono in numero di 14-20.

Il numero cromosomico delle specie di questa voce è: 2n = 10, 18 e 20.

### Variabilità
Questa specie presenta un certo dimorfismo in base al clima caldo-freddo. Al sud i capolini sono più piccoli (sottospecie uliginosa), mentre al nord sono più grandi.
Per questa specie sono riconosciute le seguenti sottospecie:
- Pulicaria dysenterica subsp. dysenterica - Distribuzione: (è la stirpe principale) si trova in Europa, Asia minore e Africa mediterranea occidentale.
- Pulicaria dysenterica subsp. uliginosa Nyman, 1879 - Distribuzione: stesso areale ma più discontinuo.

### Sinonimi
Sono elencati alcuni sinonimi per questa entità:
- Inula dysenterica L.

### Specie simili
Oltre alle specie dello stesso genere (Pulicaria vulgaris Gaertn. - Incensaria fetida: le foglie sono più piccole, ondulate e quasi accartocciate, mentre l'infiorescenza non è corimbosa in quanto i capolini sono disposti in posizioni intermedie lungo il fusto) l'Incensaria comune può essere confusa con specie di altri generi quali Inula, Buphthalmum, Telekia e altre ancora.

## Usi

### Farmacia
- Sostanze presenti: nell'olio essenziale di questa pianta sono contenuti diversi composti come i flavonoidi, acetileni, idrocarburi sesquiterpenici, monoterpeni ossigenati, β-cariofillene e derivati timolo[23]
- Proprietà curative: astringenti (limita la secrezione dei liquidi come la dissenteria)[24]
- Parti usate: soprattutto il rizoma.

### Altri usi
Insetticida: anticamente si usava il suo profumo per allontanare le pulci e altri insetti.